# 마터스 메모리얼 A 디비전 리그
마터스 메모리얼 A 디비전 리그(네팔어: शहीद स्मारक ए डिभिजन लीग)는 네팔의 축구 최상위 리그로 14개의 클럽으로 구성되어 있으며 마터스 메모리얼 B 디비전 리그와 승강제를 이루고 있다.

## 역사
1947년 네팔의 수상인 파담 샴세르는 축구에 대한 관심도가 높아지자 람 자나키 풋볼 토너먼트를 개최했고 1950년 민주화 운동 이후 네팔 폴리스 포스가 3연속 우승을 차지하여 트로피를 영구 소유하는 등 성공적인 시간을 보냈다. 
이후 폴리스 포스는 희생자를 기리며 대회가 계속되기를 원하며 네팔 축구협회에 트로피를 넘겼고 이 트로피는 지금까지 대회 이름에 남겨져 전해지고 있다.
대회의 역사는 명확히 기록된 것이 없지만 역사의 중요 부분들은 전해져 내려오고 있는데 라니포카리 코너 팀이 1971년부터 1973년까지 3년 연속 우승을 차지했고 1973년 전네팔 축구 협회(ANFA)가 설립된 이후 대회 역시 큰 변화를 맞이했지만 대회는 재정 문제로 인해 때때로 중단되기도 했다.
그리고 1990년에는 네팔의 정치적 혼란과 이에 수반한 경제적 몰락 그리고 정치적 간섭 때문에 대회는 다시 중단되었고 전네팔 축구 협회는 1995년에 대회를 다시 개최했지만 2006년을 마지막으로 다시 중단된 뒤 2009년 전네팔 축구 협회의 주도 하에 대회가 재개되었다.
그러나 2015년 4월 네팔 지진, 코로나19 범유행 등의 여러가지 일들이 발생하면서 현재까지도 2시즌을 치른 이후 리그가 중단되는 일들이 계속해서 반복되고 있으며 물론 2021-22 시즌부터 2023 시즌까지 리그가 재개되기도 했으나 2023 시즌을 끝으로 다시 리그 운영이 중단되었다.

## 리그 방식
한 팀당 26경기씩 경기를 치뤄 우승팀에게는 AFC 챌린지리그 본선 진출권, 준우승팀에게는 AFC 챔피언스리그 투 예선 1라운드 진출권이 주어지며 최하위 2팀인 13위팀과 14위팀은 차기 시즌 마터스 메모리얼 B 디비전 리그로 강등된다.

## 역대 우승팀
| 년도    | 네팔력  | 우승팀                    |
| ------- | ------- | ------------------------- |
| 1954/55 | 2011    | 마하비르 클럽             |
| 1955/56 | 2012    | 폴리스 포스               |
| 1956/57 | 2013    | 폴리스 포스               |
| 1957/58 | 2014    | 아미 XI                   |
| 1960/61 | 2017    | 뉴 로드 팀                |
| 1962/63 | 2019    | 뉴 로드 팀                |
| 1963/64 | 2020    | 비디아 비아마             |
| 1966/67 | 2023    | 마하비르 클럽             |
| 1967/68 | 2024    | 프렌즈 유니온             |
| 1968/69 | 2025    | 듀랄리 클럽               |
| 1969/70 | 2026    | 마하비르 클럽             |
| 1970/71 | 2027    | 듀랄리 클럽               |
| 1971/72 | 2028    | 라니포카리 코너 팀        |
| 1972/73 | 2029    | 라니포카리 코너 팀        |
| 1973/74 | 2030    | 라니포카리 코너 팀        |
| 1975    | 2032    | 보이즈 유니언 클럽        |
| 1976    | 2033    | 수나카리 애슬레틱 클럽    |
| 1977    | 2034    | 안나푸르나 클럽           |
| 1978    | 2035    | 뉴 로드 팀                |
| 1979    | 2036    | 라니포카리 코너 팀        |
| 1980    | 2037    | 산카타 보이즈 스포츠 클럽 |
| 1981/82 | 2038    | 라니포카리 코너 팀        |
| 1982    | 2039    | 안나푸르나 클럽           |
| 1983    | 2040    | 산카타 보이즈 스포츠 클럽 |
| 1984    | 2041    | 라니포카리 코너 팀        |
| 1985    | 2042    | 산카타 보이즈 스포츠 클럽 |
| 1986    | 2042/43 | 마낭 마르시앙디 클럽      |
| 1987    | 2043/44 | 마낭 마르시앙디 클럽      |
| 1989    | 2046    | 마낭 마르시앙디 클럽      |
| 1995    | 2052    | 뉴 로드 팀                |
| 1996/97 | 2054    | 스리 스타 클럽            |
| 1997/98 | 2055    | 스리 스타 클럽            |
| 2000    | 2057    | 마낭 마르샹디 클럽        |
| 2003/04 | 2060    | 마낭 마르샹디 클럽        |
| 2004    | 2061    | 스리 스타 클럽            |
| 2005/06 | 2062    | 마낭 마르샹디 클럽        |
| 2006/07 | 2063    | 네팔 폴리스 클럽          |
| 2010    | 2066/67 | 네팔 폴리스 클럽          |
| 2011    | 2068/69 | 네팔 폴리스 클럽          |
| 2012-13 | 2069/70 | 스리 스타 클럽            |
| 2013-14 | 2070/71 | 마낭 마르샹디 클럽        |
| 2018-19 | 2075    | 마낭 마르샹디 클럽        |
| 2019-20 | 2076    | 마친드라 FC               |